# Zentralamerika- und Karibikspiele 1950
Die 6. Zentralamerika- und Karibikspiele fanden vom 25. Februar bis 12. März 1950 in der guatemaltekischen Hauptstadt Guatemala-Stadt statt. Mexiko war die erfolgreichste Nation mit 43 Goldmedaillen vor Kuba, dessen Sportler 24 Mal Gold gewannen.

## Teilnehmende Nationen
14 Länder mit insgesamt 1390 Athleten nahmen an den Zentralamerika- und Karibikspielen teil. Haiti gab sein Debüt.
| - Costa Rica - El Salvador - Guatemala - Haiti - Honduras | - Jamaika - Kolumbien - Kuba - Mexiko - Nicaragua | - Niederländische Antillen - Panama - Puerto Rico - Trinidad und Tobago |

## Sportarten
Bei den Zentralamerika- und Karibikspielen waren 19 Sportarten im Programm. Bowling war erstmals Teil des Programms, während Reiten wieder ins Programm zurückgeholt wurde. Softball und Pelota wurde dagegen gestrichen.
| - Baseball - Basketball - Bowling - Boxen - Fechten - Fußball - Gewichtheben | - Golf - Leichtathletik - Radsport - Reiten - Ringen - Schießen | - Schwimmen - Tennis - Turnen - Volleyball - Wasserball - Wasserspringen |

Fett markierte Links führen zu den detaillierten Ergebnissen der Spiele

## Medaillenspiegel
| Platz | Land                     | Gold | Silber | Bronze | Gesamt |
| ----- | ------------------------ | ---- | ------ | ------ | ------ |
| 01    | Mexiko                   | 43   | 24     | 26     | 93     |
| 02    | Kuba                     | 24   | 27     | 28     | 79     |
| 03    | Puerto Rico              | 12   | 7      | 10     | 29     |
| 04    | Jamaika                  | 10   | 10     | 3      | 23     |
| 05    | Guatemala                | 9    | 25     | 25     | 59     |
| 06    | Panama                   | 8    | 9      | 10     | 27     |
| 07    | Niederländische Antillen | 3    | 2      | 1      | 6      |
| 08    | Kolumbien                | 2    | 4      | 4      | 10     |
| 09    | El Salvador              | 2    | 4      | 3      | 9      |
| 10    | Trinidad und Tobago      | 1    | 2      | 1      | 4      |
| 11    | Nicaragua                | 1    | —      | 1      | 2      |
| 12    | Haiti                    | —    | 1      | —      | 1      |
| 13    | Honduras                 | —    | —      | 2      | 2      |
| 14    | Costa Rica               | —    | —      | 1      | 1      |